# Chinesische Bleiwurz
Die Chinesische Bleiwurz (Ceratostigma willmottianum), auch Hornnarbe oder Hornkraut genannt, ist eine Pflanzenart in der Familie der Bleiwurzgewächse (Plumbaginaceae).

## Pflanzenbeschreibung
Es ist ein kleiner Strauch, der ein Rhizom als Überdauerungsorgan ausbildet und Wuchshöhen von bis zu 2 Metern erreicht. Die kleinen, spitz zulaufenden Laubblätter sind dicht behaart und werden jedes Jahr abgeworfen.
In einem Blütenstand stehen drei bis sieben Blüten zusammen. Die zwittrigen Blüten sind fünfzählig. Die fünf Kronblätter sind röhrig verwachsen. Die Kronröhre ist purpurfarben und die Kronzipfel sind leuchtend blau. Es werden etwa 6 mm große Kapselfrüchte mit schwarzen Samen gebildet.

## Vorkommen
Diese Art ist in Ostasien und im Himalaja heimisch (Chinesische Provinzen: Gansu, westliches Guizhou, südliches und westliches Sichuan, südöstliches Xizang, östliches und nördliches Yunnan). Sie wächst in warmen Tälern in Höhenlagen zwischen 700 und 3500 m NN.
Dieser Strauch wurde von Ernest Wilson in Europa eingeführt, der Samen im Tal des Min sammelte. In Europa wird er als Zierstrauch in Privatgärten kultiviert. Die Pflanze bevorzugt trockene Böden in sonniger, warmer und geschützter Südlage.  Sie ist nach der englischen Pflanzensammlerin Ellen Willmott benannt, welche die von Wilson gesammelten Samen zur Keimung brachte.

## Bedeutung
In seinem Heimatland Tibet wird der Bleiwurz als Symbol der Weisheit verehrt.